# Кервињак
Кервињак (француски - Kervignac) је насеље и општина у Француској у региону Бретања, у департману Морбијан.
По подацима из 2011. године у општини је живело 6183 становника, а густина насељености је износила 156,29 становника/km².

## Демографија
| 1962. | 1968. | 1975. | 1982. | 1990. | 2011. |
| ----- | ----- | ----- | ----- | ----- | ----- |
| 2.128 | 2.119 | 2.352 | 2.969 | 3.681 | 6.183 |